# Inorog

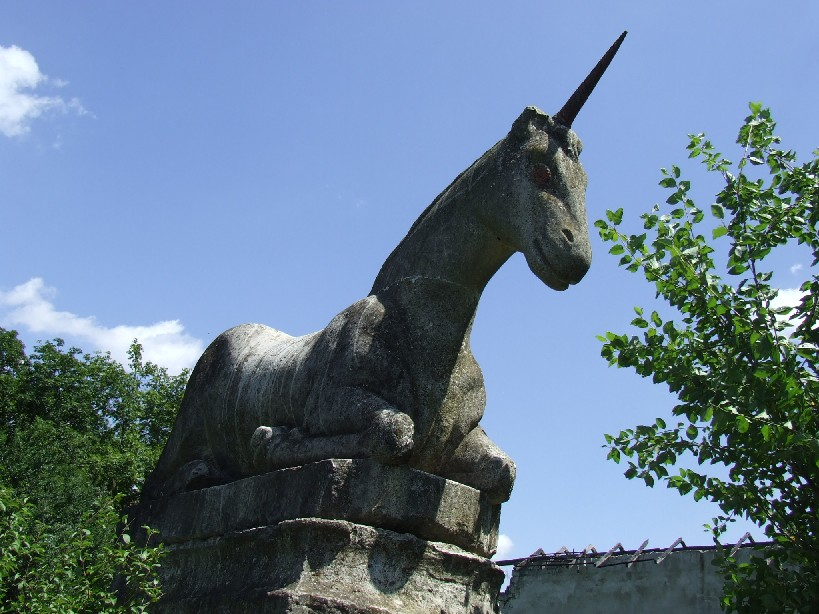
Statuia inorogului de la Castelul Kornis

Inorogul, numit și licorna sau unicorn, este un animal mitologic. Inorogul este reprezentat ca un cal alb având un corn în mijlocul frunții. Legendele descriu acest corn ca având puteri miraculoase: vindecă bolile, curăță răul, dă viață. Dimensiunea acestuia este de 1 până la 2 metri lungime și 1 până la 1,5 metri înălțime.

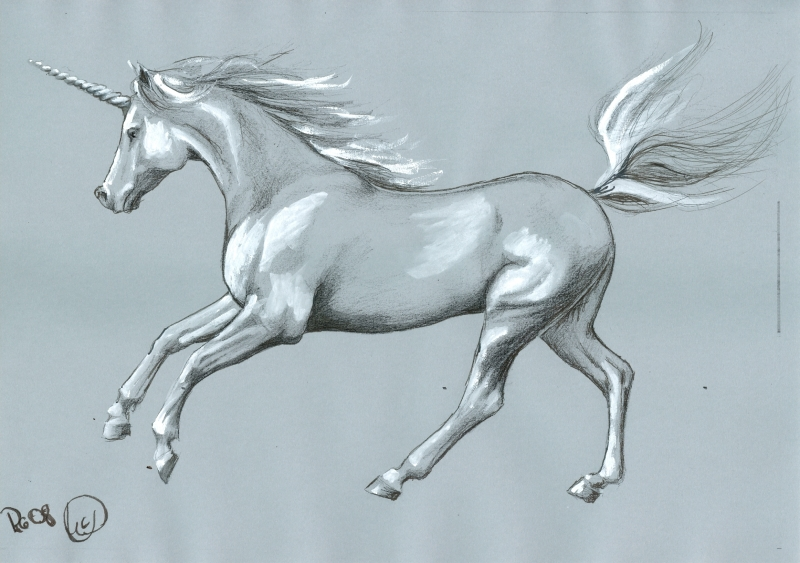
Inorog alb

Unicornul sau inorogul  a reprezentat, de-a lungul secolelor, un subiect în jurul căruia s-au creat numeroase legende. Scrierile lui Aristotel, Gingis Han, Saint Thomas sau Saint Gregory reflectă faptul că aceștia considerau unicornul drept o creatură foarte reală.
Dicționarul explicativ Webster definește unicornul ca „un animal mitic în general descris ca având corpul și capul unui cal, picioarele din spate ale unui cerb, coada unui leu, cu un corn în mijlocul frunții”.
Inorogul este un animal fantastic, întâlnit în mitologia orientală. Apar descrieri despre el în multe basme, tarot, istoria artei, ocupând un loc de seamă în folclorul tuturor popoarelor. Se întâlnește sub următoarele denumiri: Ekasringa, Kirtnasari, Cartazon, Kirin, Wahid și Karn, Abou Quarn, Kartkdann, etc. Se vede faptul că un mare număr din cuvintele care denumesc inorogul au aceeași rădăcină: krn. Această serie de consoane este expresia cea mai înaltă a luminii, fiind legată de numele Kronos - Părintele Timpului și al Epocii de Aur și Apollon Karneiros - splendida strălucire a soarelui. Kronos sau Saturn corespunde celei mai înalte sfere planetare, celui de-al șaptelea cer din tradiția indiană.
În Asia, el este numit „animalul de zăpadă” și ia forma unei capre de angora cu un singur corn. Chinezii credeau că acest animal avea corpul unei căprioare, copitele unui cal și coada unui bou, numindu-l "k'i-lin". Pentru ei, unicornul reprezenta înțelepciunea. De-a lungul timpului, însă, apariția unicornului a reprezentat un fel de avertisment pentru oameni. Un grup de luptători ai lui Gingis Han au raportat că au văzut un inorog, ceea ce a însemnat un semnal pentru oprirea războiului. După această înștiințare, Mongolia a încetat planurile de bătălie.
În mitologia chineză, unicornul era un animal care venea printre oameni numai cu misiuni importante. Vocea sa era deosebit de frumoasă și se asemăna cu clinchetul armonios al clopoțeilor. Blândețea lui era atât de mare încât își ridica picioarele foarte sus pentru a evita să calce pe orice viețuitoare. Unicornul era foarte puternic, un conducător în rândul animalelor. Cu toate acestea, el trăia singur și se credea că este imposibil de prins. Apariția sa era interpretată ca un semn bun, iar faptul că nu a mai fost văzut de secole înseamnă că trăim într-o epocă necurată. Unicornul va apărea din nou la momentul potrivit, când bunătatea va domni iarăși. Oamenii cred că unul dintre primii inorogi a apărut în urmă cu 5.000 de ani, iar acesta i-a divulgat împăratului Fu His secretele limbii scrise. Apoi, în anul 2697 î.Hr., un alt unicorn a apărut în grădina primului strămoș al poporului chinez, împăratul Galben sau Huang Di. De aceea, acest fapt a fost văzut de împărat ca un semn că regatul său va dăinui și că va fi pașnic. Doi unicorni au trăit în timpul domniei împăratului Yao, al patrulea din cei cinci împărați care au condus țara în urmă cu 4.000 de ani.
Istoricii bisericești au găsit picturi care Îl înfățișează pe Dumnezeu dând nume animalelor, iar în fruntea tuturor perechilor de animale se afla un inorog. În Bibliile ilustrate, acest animal misterios apare între Adam și Eva, iar cornul său este îndreptat către arborele Binelui și Răului. Se spune că inorogul își datorează forța miraculoasă unei călătorii pe care o face odată pe an spre grădina apelor Paradisului, unde consumă plante magice, dătătoare de viață. Sfântul Ambrozie spunea că „originea unui unicorn este un mister asemeni nașterii lui Iisus”. Pe timpul Potopului el a fost cel care a salvat Arca, legând-o și trăgând-o cu cornul său imens, salvând umanitatea, animalele și plantele de la o distrugere totală.
Unicornul este întâlnit și în izvoarele istorice ale Greciei. Prima descriere a unicornului apare la medicul grec Ctesias din Cnidas, care a plecat să viziteze curtea regelui Darius al II-lea al Persiei. La întoarcere, el a scris lucrările Istoria Persiei și Indica, în care vorbește despre unicorn, confundându-l cu măgarul sălbatic. Iată ce scrie Ctesias despre unicorni: “…măgari sălbatici, la fel de mari cum sunt caii, sau chiar mai mari. Corpul lor este alb, capul roșu-închis, iar ochii albastru-închis. Ei au un corn în mijlocul frunții, de circa un cubit lungime (45 cm); baza cornului este imaculat de albă…partea de sus ascuțită și stacojie, iar porțiunea de mijloc e neagră. Cei care beau din aceste coarne, transformate în pahare, nu se vor îmbolnăvi, se spune, nici de convulsii, nici de boli care să-i doboare de pe picioare. Acest animal este extrem de iute și de puternic, așa încât nici un animal, nici cal, nici altul, nu îl poate ajunge. Există o singură cale de a-l captura, nu prin vânătoare, ci în felul următor: când își conduce mânjii la păscut, și este împresurat de călăreți, el refuză să fugă, protejându-și în acest fel mânzul. El se luptă cu vârful cornului: lovește, mușcă și dă cu o forță cumplită, atât în cai cât și în oameni: dar cade sub loviturile săgeților și ale sulițelor, pentru că nu poate fi capturat viu.”. La muzeul Pince din Angers există un vas, din secolul al IV-lea î.Hr., decorat cu un inorog și o urnă pe care e pictat un taur cu un singur corn. Astfel de animale apar și pe anumite monede grecești. Se spune că regele Pericle a primit în dar un inorog crescut de un păstor din nordul țării. Fiind atât de rar în acele ținuturi, animalul a devenit ajutorul cel mai de preț al regelui atunci când pleca la vânătoare sau la războaie.
În ținuturile asiatice, locuitorii pretind că fapturile cu un singur corn sunt destul de răspândite. Părintele Huc afirma faptul că inorogul a existat cu adevărat în Tibet.
Nu se știe cu siguranță dacă inorogul a existat sau nu, dar povestiri despre el au existat în toate colțurile lumii. Unele povești vorbesc despre unicorn ca despre o ființă cu puteri miraculoase, invizibilă și cu posibilitatea de a se ascunde de privirea oamenilor, dispărând ca prin minune în pădurile întunecoase. În epoca medievală, inorogul este reprezentarea puterii, dar și a purității. Prin cornul său unic, inorogul reprezintă săgeata dreptății, raza solară, sabia lui Dumnezeu.
Unicornul este în general o ființă singuratică, deși unele basme vorbesc despre grupuri de inorogi care aleargă împreună și se adapă din râurile învolburate ale pădurilor. Alte povești ne asigură că inorogii se nasc din valurile mării și ies adesea să alerge și să se joace pe plaja însorită. În legendele arabe, unicornul apare din mijlocul nisipurilor deșertului și se apropie doar de copiii singuri, adoarme o vreme lângă ei și apoi dispare din nou.
Conform cercetătorilor în monstrologie, specia de bază de unicorn este unicornul arab, însă în lume se cunosc alte trei subspecii de unicorni: unicornul indian, din Sumatra și cel asiatic, acestea practic evoluând dintr-un strămoș comun, care a trăit în Africa acum milioane de ani. Uneori se spunea că au fost surprinse scene de luptă între lei și unicorni, dat fiind că cele două specii de animale se dușmănesc. 
Inorogul apare și în opera lui Dimitrie Cantemir, „Istoria Ieroglifică”, unde el este simbolul omului superior, neînțeles de societatea mediocră. Povestea Inorogului din opera lui Cantemir este dramatică, la fel ca existența domnitorului care se va stinge în stepele Rusiei, departe de pământul care l-a văzut născându-se.